# Парламентские выборы в Грузии (2008)
Парламентские выборы в Грузии прошли 21 мая 2008 года, победу на них одержала партия Единое национальное движение, набравшая 59,18% голосов и получив 119 мест в парламенте.

## Результаты
| Участник                                                         | Голосов   | %     | Мест |
| ---------------------------------------------------------------- | --------- | ----- | ---- |
| Единое Национальное Движение                                     | 1,050,237 | 59.18 | 119  |
| Объединенная Оппозиция-Национальный Форум-Новые Правые           | 314,668   | 17.73 | 17   |
| Христианско-Демократическая Партия                               | 153,634   | 8.66  | 6    |
| Лейбористская Партия                                             | 132,092   | 7.44  | 6    |
| Республиканская Партия                                           | 67,037    | 3.78  | 2    |
| Альянс Новые Правые -Топадзе- Промышленники                      | 16,440    | 0.93  | 0    |
| Христианско-Демократический Альянс                               | 15,839    | 0.89  | 0    |
| Грузинская Политика                                              | 8,231     | 0.46  | 0    |
| Традиционалисты-наша Грузия-женская партия                       | 7,880     | 0.44  | 0    |
| Союз спортсменов Грузии                                          | 3,308     | 0.19  | 0    |
| Национальное движение Радикал-демократов Грузии                  | 3,180     | 0.18  | 0    |
| Наша страна                                                      | 2,101     | 0.12  | 0    |
| Недействительных/число незаполненных бюллетеней                  | 56,099    | 3.06  | –    |
| Итого                                                            | 1,850,407 | 100   | 150  |
| Зарегистрированных избирателей/явка                              | 3,465,736 | 53.39 | –    |
| Источник: МФИС Архивная копия от 4 марта 2016 на Wayback Machine |           |       |      |